# Barbeuia madagascariensis

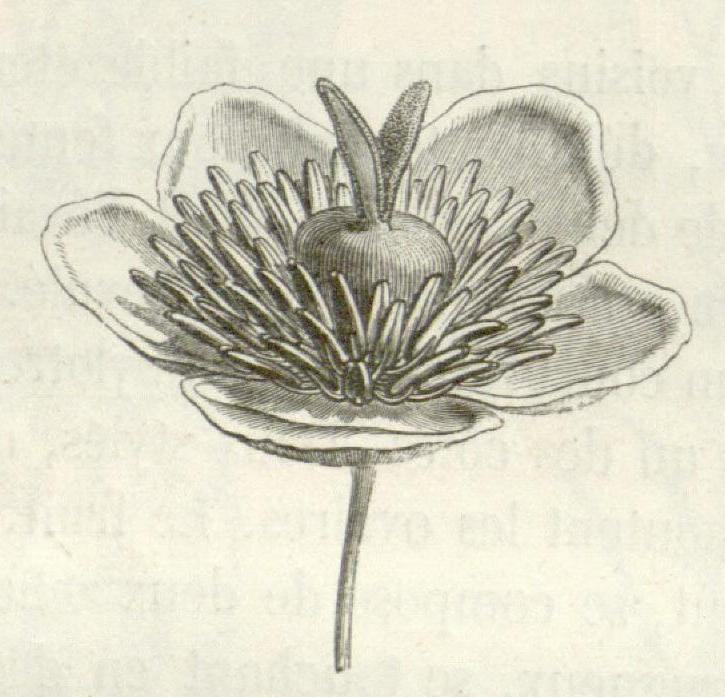
Kresba květu

Barbeuia madagascariensis je jediný druh čeledi Barbeuiaceae vyšších dvouděložných rostlin z řádu hvozdíkotvaré (Caryophyllales). Je to mohutná liána se střídavými jednoduchými listy a pravidelnými pětičetnými květy v hroznovitých květenstvích, pocházející z Madagaskaru. V minulosti byla řazena do čeledi líčidlovité.

## Popis
Barbeuia madagascariensis je mohutná dřevnatá liána s jednoduchými střídavými listy bez palistů. Čepel listů je celistvá, vejčitá, se zpeřenou žilnatinou. Rostliny při sušení černají.
Květy jsou oboupohlavné, pravidelné, v hroznech. Okvětí je vytrvalé, sepaloidní, složené z 5 volných lístků. Tyčinek je mnoho, jsou volné, navzájem nesrostlé, s krátkými plochými nitkami. Semeník je svrchní, srostlý ze 2 plodolistů a se 2 komůrkami. Čnělka je velmi krátká, nesoucí dvoulaločnou bliznu. V každém plodolistu je jediné vajíčko. Plodem je tobolka obsahující 1 až 2 semena.

## Rozšíření
Barbeuia madagascariensis se vyskytuje pouze na Madagaskaru, a to zejména ve vlhčí, východní části ostrova.

## Taxonomie
Rod Barbeuia byl v minulosti nejčastěji řazen do čeledi líčidlovité (Phytolaccaceae). Jako samostatnou čeleď rozlišoval Barbeuiaceae pouze Tachtadžjan, který je řadil do řádu hvozdíkotvaré (Caryophyllales). V rámci systému APG se poprvé objevuje ve verzi APG II z roku 2003.